# 四川老年大学
四川老年大学是中華人民共和國四川省一個專門向老年人提供教育的機構，1985年由四川省老龄委员会、老干部局和华西医科大学联合创办。該機構前身为1982年华西医大举办的健康长寿讲座班。該機構有《四
川老年大学校刊》和《四川老年大学动态》等刊物。

## 外部連結
- 官方网站